# Drach-Kannsche Wirren
Die Drach-Kannschen Wirren waren eine Auseinandersetzung in der jüdischen Einwohnerschaft Frankfurts am Main von 1669 bis in die Mitte der 1680er Jahre. Im Kern handelte es sich um den Versuch von Isaak Kann, seinen Rivalen Abraham Drach aus dessen Ämtern zu verdrängen.
Drach war unter anderem Beauftragter der örtlichen jüdischen Gemeinde bei mehreren Verhandlungen mit dem Kaiserhof in Wien und von 1660 bis 1672 zusammen mit Theodor Oppenheimer Vorsteher der Gemeinde. Beide Kontrahenten gehörten zur Führungsschicht der Gemeinde und zu den wohlhabendsten Bankiers und Kaufleuten Frankfurts.
Die Drach-Kannschen Wirren spielten sich nach dem Muster ab, dass Anhänger Kanns innerhalb und außerhalb der Gemeinde Anschuldigungen gegen Drach verbreiteten. Ein Vorwurf, der insbesondere auf christliche Machthaber zielte, war die Behauptung, dass Drach zum Christentum übergetretene Juden zur Rückkehr in ihren vorherigen Glauben bewegt habe. In die Wirren wurden unter anderem das geistliche Gericht des Erzbistums Mainz, der Hof des Kaisers in Wien, den städtischen Rat und das Reichskammergericht einbezogen.
Im Verlauf der Auseinandersetzungen wurde Abraham Drach für längere Zeit in Mainz eingekerkert. Letztlich gelang es aber keiner Konfliktpartei, die Oberhand zu gewinnen. Mit einem Urteil des Reichshofrats zu Gunsten Drachs endete der Machtkampf. Kann wurde in diesem Prozess 1686 zu einer beträchtlichen Strafe in Höhe von 100.000 Talern verurteilt. Darüber hinaus machte Drach Schadenersatz geltend, da auch sein Vermögen unter dem Konflikt erheblich gelitten hatte. Allerdings konnte er nur einen geringen Teil dieser Forderung durchsetzen. Sein Tod am 14. August 1687 wird in der Überlieferung mit der psychischen Belastung durch den Streit mit Kann in Verbindung gebracht.
Die Familie Kann blieb trotz der hohen Strafe eines der wohlhabendsten jüdischen Geschlechter in Frankfurt. 1750 war sie in die ähnlich gelagerten Kulp-Kannschen Wirren verwickelt, die ihren Niedergang einleiteten.